# Томпсон, Фреди
Фреди Уильямс Томпсон Леон (исп. Fredy Williams Thompson León; 2 июня 1982 года, Пуэрто-Барриос, Исабаль, Гватемала) — гватемальский футболист, полузащитник. На протяжении более чем 14 лет выступал за национальную сборную.

## Клубная карьера
Карьеру начинал в одном из грандов гватемальского футбола «Комуникасьонес». Дебютировал 8 августа 2001 года в домашнем матче против «Депортиво Текулутан», отметившись забитым голом. 7 ноября 2004 года сыграл свой 100-й матч в лиге. В период своего первого пребывания в клубе стал победителем Клаусуры 2001 и чемпионом Гватемалы сезона 2002/2003, а также финалистом Клубного кубка UNCAF 2003. К 2007 году был капитаном клуба.
Перед сезоном 2007/08 перешёл в стан соперников «Комуникасьонес» «Мунисипаль». Первый матч сыграл 19 августа 2007 года против «Шелаху». 1 февраля 2008 года сыграл свой 200-й матч в лиге. С клубом стал победителем Клаусуры 2008, однако болельщики «красных дьяволов» не смогли принять игрока, из-за чего он покинул клуб и перешёл в мексиканский «Альбинегрос де Орисаба», выступавший в Ассенсо МХ. Дебютировал 7 февраля в гостевой игре с «Лобос БУАП». После завершения сезона вернулся в родной клуб.
«Комуникасьонес» стал чемпионом Апертуры 2008, поэтому впервые в истории получил право играть в Лига чемпионов КОНКАКАФ. Вместе с клубом 19 августа 2009 года в матче против «УНАМ Пумас» в этом турнире дебютировал и Томпсон. В том розыгрыше «кремовые» дошли до четвертьфинала, где уступили «Пачуке». 21 ноября 2009 года сыграл свой 200-й матч в лиге за клуб. За два с половиной года второго пребывания в клубе стал чемпионом Апертуры 2010, а также обладателем Кубка Гватемалы 2009.
В феврале 2012 года Томпсон наряду с одноклубниками Адольфо Мачадо и Марвином Себальосом был временно отстранён от игр под эгидой ФИФА после положительного теста на запрещённое вещество болденон. Второй допинг-тест, проведённый в канадской лаборатории, также дал положительный результат, и Томпсон был впоследствии дисквалифицирован на 2 года, до 24 января 2014 года. После истечения срока дисквалификации подписал контракт с «Депортиво Коатепеке». Дебютировал 26 января 2014 года в домашнем матче против «Депортиво Истапа». 22 февраля сыграл свой 300-й матч в лиге. Первый гол за клуб забил 16 марта.
Летом 2014 перешёл в «Антигуа-Гуатемала», первую игру за который сыграл 20 июля. Первый гол забил в ворота своей предыдущей команды 28 октября. 11 февраля 2017 года сыграл свой 400-й матч в чемпионате Гватемалы. 7 мая, уже в качестве капитана команды, сыграл свой 100-й матч за клуб в лиге. Вместе с «колониальными» завоевал первые три трофея в истории клуба, став чемпионом Апертур 2015, 2016 и 2017. В первой половине сезона 2018/19 оскорбил гватемальских футбольных чиновников, за что был отстранён на полгода и покинул клуб; после истечения срока дисквалификации присоединился к «Универсидад», но не сыграл ни одного матча.
Летом 2019 года вернулся в «Комуникасьонес». Вместе с клубом также впервые в истории принял участие в Лиге КОНКАКАФ, дойдя до четвертьфинала. 26 ноября 2020 года сыграл свой 500-й матч в лиге. 29 апреля 2021 года сыграл свой 400-й матч за «кремовых» в чемпионате. В июле 2021 года завершил карьеру, из-за чего не принял участие в победной для клуба Лиге КОНКАКАФ 2021.

## Карьера в сборной
За национальную сборную дебютировал 24 марта 2001 года в гостевом матче против сборной Тринидада и Тобаго в возрасте 18 лет. Последний матч за сборную сыграл 17 ноября 2015 года против сборной Сент-Винсента и Гренадин в возрасте 33 лет. Всего сыграл 96 матчей, в которых забил три гола: в ворота сборных Никарагуа, Сальвадора и Гренады. Представлял Гватемалу на Золотых кубках КОНКАКАФ 2002, 2003 и 2005.

## Достижения
- Чемпион Гватемалы (8): Клаусуры 2001, Апертура 2002, Клаусура 2003, Клаусура 2008, Апертура 2010, Апертура 2015, Апертура 2016, Апертура 2017
- Обладатель Кубка Гватемалы: 2009
- Финалист Клубного кубка UNCAF: 2003